# North Browning
North Browning est une census-designated place située au sein de la réserve indienne des Blackfeet et du comté de Glacier dans l’État du Montana. 